# Мозоль, Любовь Тихоновна
Мозоль  Любовь Тихоновна  (27 ноября 1923 — 31 января 2007) — передовик советского сельского хозяйства, доярка колхоза «Оснежицкий» Пинского района Брестской области, Герой Социалистического Труда (1971).

## Биография
Родилась в 1923 году в деревне Оснежицы, ныне Пинского района Брестской области.
С первых дней создания  колхоза в 1946 году трудоустроилась полеводом, возглавляла льноводческое звено. В 1950 году перешла работать на животноводческую ферму, трудилась свинаркой. С 1955 по 1978 годы работала доярка колхоза «Оснежицкий» Пинского района Брестской области. В 1958 году удостоена ордена Трудового Красного Знамени.
Указом Президиума Верховного Совета СССР от 8 апреля 1971 года Любови Тихоновне Мозоль было присвоено звание Героя Социалистического Труда с вручением ордена Ленина и медали «Серп и Молот».
Являлась депутатом Верховного Совета Белорусской ССР с 1971 по 1975 годы.
Проживала в родном селе. Умерла 31 января 2007 года.

## Воспоминания
Как охарактеризовал ветерана хозяйства Любовь Тихоновну Мозоль председатель колхоза «Оснежицкий», дважды Герой Социалистического Труда Владимир Ралько:
«Внешности  она самой обыкновенной. Небольшого роста, открытое лицо, натруженные крестьянские руки. О себе мало что скажет. Зато с удовольствием будет говорить о работе, о тех, кто трудится рядом с ней».
Заведующий центральной фермой того же колхоза Афет Лесничий говорил о Любови Тихоновне так: 
«У  этой женщины золотые руки, беспокойный  по отношению к делу  характер. Умеет  постоять за общественное. Не терпит беспорядка на рабочем месте. Любо посмотреть на ее группу коров. Все как на подбор. Упитанные, чистые, всегда вовремя накормленные. Редко кто раньше eе приходит на ферму. Тихоновна влюблена в свой труд.»

## Награды
За трудовые успехи была удостоена:
- золотая звезда «Серп и Молот» (08.04.1971);
- орден Ленина (08.04.1971);
- Орден Трудового Красного Знамени (1958);
- другие медали.
- Почётный гражданин Пинского района.